# 袁树林站
袁树林站是一个北同蒲线上的铁路车站，位于山西省朔州市神头镇袁树林村，建于1962年，目前为四等站，邮政编码为038500。目前客运：办理旅客乘降；不办理行李、包裹托运；货运：办理整车货物发到；不办理危险货物发到。